# Stenalcidia martena
Stenalcidia martena är en fjärilsart som beskrevs av William Schaus 1901. Stenalcidia martena ingår i släktet Stenalcidia och familjen mätare. Inga underarter finns listade i Catalogue of Life.